# Seth Gordon
Seth Gordon (Evanston, Illinois, 1976. július 15.–) amerikai filmrendező, producer, forgatókönyvíró és filmszerkesztő.
Filmjeit a Sundance Filmfesztiválon és a Slamdance Filmfesztiválon vetítették.

## Élete és pályafutása
Gordon Evanstonban (Illinois) született és nevelkedett fel. A Yale Egyetemre járt, ahol építészetet tanult egészen 1997-ig, míg végül távoznia kellett, hogy aztán hat hónapon keresztül középiskolásokat tanítson a kenyai Shimanyiro kis faluban. Miközben ott segített biztosítani az Egyesült Nemzetek Szervezetének finanszírozását az iskola építésének befejezéséhez, elkezdett filmezni, ami végül a Shimanyiro Épület dokumentumfilmjévé vált. A Yale-be való visszatérése után Gordon megtanította magának, hogyan kell szerkeszteni a felvételeit egy Avid szerkesztőgépen.
1994-ben a Lakeside iskolában (Seattle) és a Harvard Végzős iskolában szerezte diplomáját.
2017-ben Gordon megrendezte a Baywatch filmváltozatát, melyben Dwayne Johnson, Priyanka Chopra és Zac Efron a főszereplők.

## Filmográfia
| Filmek | Filmek                                  | Filmek                                  | Filmek |
| Év     | Film                                    | Szerep                                  | Megjegyzés |
| ------ | --------------------------------------- | --------------------------------------- | --- |
| 2005   | New York Doll                           | Producer                                | A 2005-ös Sundance Filmfesztivál dokumentumfilmjéért Grand Jury díjra jelölték.                                                                                            |
| 2005   | Cry Wolf – Kiálts farkast!              | Szerkesztő, társproducer, másod-rendező | |
| 2007   | The King of Kong: A Fistful of Quarters | Rendező                                 | A Slamdance elfogadta, és a Picturehouse megvásárolta. New Line Cinema megvásárolta a film remakjének jogát, így Gordon a rendezésével pedig film klasszikussá alakította. |
| 2008   | Négy karácsony                          | Rendező                                 | |
| 2010   | Freakonomics                            | Rendező és forgatókönyvíró              | |
| 2011   | Förtelmes főnökök                       | Rendező                                 | Gordon, cameoszerepet játszik a filmben |
| 2011   | Undefeated                              | Producer                                | Megnyerte a dokumentumfilmért járó oscar-t 2012-ben. |
| 2013   | Személyiségtolvaj                       | Rendező                                 | |
| 2015   | Pixels                                  | Executive Producer                      | |
| 2017   | Baywatch                                | Rendező és színész                      | Helikopter pilóta |

| Televíziós sorozatok | Televíziós sorozatok                       | Televíziós sorozatok          | Televíziós sorozatok                                                       |
| Év                   | Film                                       | Szerep                        | Megjegyzés                                                                 |
| -------------------- | ------------------------------------------ | ----------------------------- | -------------------------------------------------------------------------- |
| 2009–2010            | Office                                     | Rendező                       | 6 évad, 9 és 17 epizód: "Double Date" és "The Delivery" 1 rész.            |
| 2009–2010            | Városfejlesztési osztály                   | Rendező                       | 1 évad, 2 epizód: "Canvassing" 2 évad, 2 epizód: "The Stakeout"            |
| 2010                 | Modern család                              | Rendező                       | 1 évad, 21 epizód: "Travels with Scout"                                    |
| 2013–2017            | A Goldberg család                          | Rendező és executive producer | Hét epizódot rendezett                                                     |
| 2014–2015            | Ketten jegyben                             | Executive producer és rendező | Három epizódot rendezett                                                   |
| 2017                 | Több, mint normális                        | Executive producer és rendező | 1 évad, 1 és 4 epizód: "Antarctica" és "A Nice Neutral Smell" mint rendező |
| 2017                 | Doktor Murphy                              | Executive producer és rendező | 1 évad, 1 és 14 epizód: "Burnt Food" és "She" mint rendező                 |
| 2017                 | Sneaky Pete                                | Executive producer és rendező | 1 évad, 1 epizód: "Pilot" mint rendező                                     |
| 2019                 | For All Mankind                            | Executive producer és rendező | 1 évad, 1 és 2 epizód: "Red Moon" and "He Built the Saturn V" mint rendező |
| 2020                 | Lincoln Rhyme: Hunt for the Bone Collector | Rendező                       | 1 évad, 1 epizód: "Pilot" mint rendező                                     |